# Skiltron
Skiltron es una banda argentina de folk metal formada en 2004, y dirigida desde entonces por su líder y guitarrista Emilio Souto. El estilo de la banda se caracteriza por la mezcla o fusión del heavy metal con la denominada música celta y/o folk nórdico. Combina los instrumentos convencionales del rock (guitarra, bajo y batería), con instrumentos tradicionales de la música celta (gaita, whistle, violín, etc.). Dicha fusión musical es frecuente en numerosos grupos de toda Europa, siendo referentes nombres tales como Skyclad, Korpiklaani o Turisas, entre muchos otros; pero es particularmente raro en Sudamérica.

## Historia
Las raíces de esta banda se remontan a 1997, cuando Emilio Souto y Matías Pena forman un grupo de cuatro integrantes llamado Century. Este proyecto pasó a tener menor importancia cuando ambos se unen a Fëanor, y finalmente sería pospuesto en 2001, cuando se convierten en miembros oficiales de esta última. En 2004 resurgiría Century, pero continuarían bajo el nombre Skiltron.
El nombre Skiltron proviene de una variación fonética de la palabra schiltron (también sheltron, shiltron o schiltrom), que hace referencia en Escocia a una formación militar de la Edad Media, en la que un grupo de soldados sostiene largas lanzas (Pikes y Polearms) para repeler ataques de caballería. La Batalla de Bannockburn, primera guerra por la Independencia de Escocia, fue ganada por los escoceses gracias a una variación ofensiva de esta formación. La táctica empleada fue en respuesta a la aplastante derrota sufrida 16 años antes ante los ingleses, en la Batalla de Falkirk.
Las letras de sus canciones tratan de diversos tópicos referidos a la época medieval escocesa, especialmente al personaje William Wallace, u otras temáticas frecuentes en la música celta, como el paganismo. También es una característica del grupo el uso de Kilts y otros accesorios acordes a la indumentaria tradicional.

### Gathering The Clans
En 2004 graban su primer demo titulado Gathering The Clans el cual es elegido posteriormente "demo del año" en el programa Tiempos Violentos, de FM Rock and Pop, Argentina. El mismo fue grabado entre septiembre y octubre en los estudios La Nave de Oseberg, un reconocido estudio de grabación de Buenos Aires. Para este álbum participarían como sesionistas Javier Yuchechen en voz, Freddy MacKinlay en gaita y Gustavo Fuentes en whistle.

Luego de la distribución y promoción del demo, varias radios, revistas y diferentes publicaciones mostrarían gran interés por el mismo.

El sitio web oficial de la banda fue lanzado en octubre de aquel año, y en diciembre Fernando Marty ingresa como bajista.

### The Clans Have United
En el 2005 graban el primer álbum del grupo, The Clans Have United, nuevamente en los estudios La Nave de Oseberg. Este disco es lanzado en marzo de 2006 y fue editado incluso en Europa bajo el sello Italiano Underground Symphony. Este álbum también sería elegido "disco del año" por el programa Tiempos Violentos de FM Rock and Pop, Argentina.

En 2006, Skiltron, estaba formada por tres integrantes, con Emilio Souto en guitarra, Matías Pena en batería y Fernando Marty en bajo. Intervendrían como músicos sesionistas Juan José Fornés en guitarra, Pablo Allen en gaita, Esteban D'Antona en viola, Diego Spinelli en whistle y Javier Yuchechen en voz. En aquel año realizarían su primera presentación en vivo, el 12 de agosto de 2006.
Poco tiempo después, se desvincularía Javier Yuchechen —un reconocido cantante argentino que integrára las agrupaciones Ariadna Project, Sèlidor, e incluso participára como sesionista para Alquimia o Patan, entre otras—. Yuchechen tomaría la decisión de abandonar el grupo para seguir con su formación como solista. Sería reemplazado por Diego Valdez, otro de los cantantes destacados del género en Argentina, que ha formado parte de numerosas bandas, como Triddana, Eydillion y Azeroth, además de haber compartido actuaciones junto a artistas internacionales como la excantante de Nightwish(1996), Tarja Turunen, o el exguitarrista de Stratovarius(1984), Timo Tolkki.
En febrero de 2007 Skiltron fue telonero de In Extremo(1995) en su primera visita a Sudamérica. Emilio se unió a ellos para interpretar el tema "Vollmond", aquella sería la primera vez que In Extremo tendría un invitado en vivo.

### The Blind Harry
Un nuevo demo fue grabado en marzo del 2007, el mismo fue llamado Blind Harry. A partir de esta placa el grupo tendría una nueva formación, ya que varios de los músicos sesionistas que participaran en sus anteriores producciones, pasarían a formar parte estable de Skiltron; Valdez en voz, Fornés en guitarra, Allen en gaita, D'Antona en viola y Spinelli en whistle. Meses más tarde, luego de este demo, Esteban D'Antona decide abandonar la banda.

El resto del semestre el grupo se concentraría en la composición del nuevo disco, y dando algunos shows más en vivo.

### Beheading The Liars
En el 2008 lanzan su segundo álbum de estudio, titulado Beheading The Liars. Este disco tuvo invitados internacionales muy importantes como Steve Ramsey, Kevin Ridley y Georgina Biddle de Skyclad(1990); Jonne Järvelä de Korpiklaani(2003); y Patrick Lafforegue junto a Patrice Roques de Stille Volk(1994), además de la colaboración especial de Seoras Wallace, del Clan Wallace.
Y así, Skiltron fue obteniendo progresivamente gran repercusión tanto en el ambiente del rock como en la música celta, siendo reconocidos por numerosos medios de difusión gráfica y radial. A partir de 2006 realizarían sendas presentaciones en vivo, entre las que se incluyen actuaciones junto a grupos internacionales como In Extremo, Grave Digger y Korpiklaani.

El 11 de abril de 2009 se realiza en Buenos Aires la primera edición del Heathen Alliance Festival, evento que convoca a las bandas Skiltron, Tengwar, Wulfshon, Dark Whisper y Fiddler's Gone. Como invitado internacional estuvo Martin Walkyier, exvocalista de Sabbat, The Clan Destined y Skyclad —considerada la banda pionera del Folk-Metal—. Skiltron junto al violinista Roger Vaz, del grupo brasilero Tuatha de Danann(1996), acompañarían a Martin Walkyier en esta presentación.

### The Highland Way
En abril del 2010, bajo el sello DontPayMusic(ARG) reeditan The Clans Have United, con la voz de Diego Valdez (el primer álbum había sido interpretado por Javier Yuchechen, del grupo Sélidor). A partir del viernes 14 de mayo de aquel año, tendrían una serie de shows acústicos como preludio de lo que sería la presentación oficial de un nuevo álbum de estudio, The Highland Way. Harían siete fechas en el Bar Celta argentino Cruzat Beer House, que culminarían un 25 de julio, con el show "The Highland Way Release Party". Aquella fecha constaba de un mini-show en vivo, más la proyección en pantalla gigante del DVD Bonus que acompañaría al CD.

El 26 de julio de 2010 se edita The Highland Way, un disco que tuvo gran expectativa entre sus seguidores. La edición fue en formato digipack; el cual contiene el CD más el DVD con la grabación del último recital del 2009, dado el 12 de diciembre en el reducto The Roxy Live de Colegiales.

El 6 de noviembre de 2010 la banda se presentaría en The Roxy Live Bar, Buenos Aires.

#### La re-formación
Para 2011 Skiltron contaba con seis integrantes, cuatro de ellos se alejarían para comenzar un nuevo proyecto con similares características. Diego Valdez(voz), Juan José Fornés (guitarra y voces), Fernando Marty (bajo) y Pablo Allen (gaita, whistle) formarían Triddana a principios de 2011. A fines de aquel año Emilio Souto comunica la entrada de Ignacio López en el bajo. Luego, pasaría mucho tiempo sin que hubiera novedades sobre la futura formación o lanzamiento de nuevo material discográfico.

### Into The Battleground
En 2012 se hace público que la banda está en plena composición de las nuevas canciones de un futuro disco, y se da la noticia del nuevo gaitista Callum Kirk, para las fechas en vivo en Europa. Freddy Mackinlay, al igual que en 2004, se encargaría de realizar el set de grabaciones en Argentina. En el Facebook oficial de la banda comunican que están grabando un nuevo álbum, una vez más, en los estudios La Nave de Oseberg. Poco tiempo después se da a conocer el nombre del nuevo cantante de procedencia inglesa, Tony Thurlow, quien grabaría las voces en su país de origen.

El 25 de agosto de 2012, Emilio Souto y Matías Pena realizaron un breve set junto a Martin Walkyier y miembros de Achren en la celebración del "Wallace Day" (Día de Wallace) en Elderslie, Escocia. Hecho que se repetiría en los años siguientes.
El 10 de julio de 2013 editan su cuarto disco de estudio llamado Into The Battleground (En el campo de batalla), el cual tuvo una edición deluxe, que incluiría: nuevo álbum en slip-case, la edición limitada de Skiltron-9 years-Scotch Whisky, parche bordado, más púas de guitarra & stickers. Sólo 100 packs estuvieron disponibles para la venta. Dicho álbum tuvo participaciones especiales como la de Seoras Wallace narrando la voz en off de "Brosnachadh". También fue invitado Javier Yuchechen (primer cantante de Skiltron) encargado de las voces en "Loyal We Will Stand". Javier "Knario" Compiano (cantante de Plan4) aporta su voz oscura en "Besieged By Fire", el tema más oscuro del disco y de la carrera de Skiltron, y por último, la participación de Jonne Järvelä de Korpiklaani, en la canción "The Rabbit Who Wanted to Be a Wolf".

A partir de este disco, comenzarían a presentarse regularmente en Europa, con fechas en eventos tales como Wacken Open Air, Bloodstock, Hörnerfest, Headbangers Open Air Festival, Dong Open Air, etc. Compartirían escenario con bandas como Judas Priest(1969), Slayer(1981), In flames(1990), King Diamond(1985) y Avantasia(2000), entre otras.

El 18 de julio de 2013, en Alemania, comenzarían la gira The European Battleground Tour y nuevamente, estarían presentes en la celebración del "Wallace Day" (Día de Wallace) en Elderslie, Escocia, el 25 de agosto de 2013. En el 2014, previo a una nueva gira europea, especulan con un primer show del año en Argentina, la cita sería el 12 de abril en el Teatro Vorterix, finalmente este evento sería cancelado.

### Legacy of Blood
Legacy of Blood es editado en 2016 bajo el sello Trollzorn Records (Alemania). Este nuevo material les significó una nueva gira europea, con más de 50 shows en 20 países. A principios de 2017 se presentan por primera vez en Japón, comparten tres fechas con las agrupaciones Equilibrium(2001) y Suidakra(1994).

## Miembros

### Última formación conocida
- Emilio Souto - Guitarra eléctrica
- Ignacio López - Bajo eléctrico
- Pierre Delaporte/ Pereg Ar Bagol - Gaita
- Joonas Nislin - Batería
- Martin McManus - Voz

### Miembros anteriores
- Martin McManus - Voz
- Matías Pena - Batería
- Diego Spinelli - Whistle, Piccolo
- Esteban D'Antona - Viola
- Diego Valdez - Voz
- Pablo Allen - Gaita, Whistle, Coros
- Juan José Fornés - Guitarra eléctrica, Buzok, Coros
- Fernando Marty - Bajo eléctrico

### Miembros Invitados
- John Clark Paterson - Bajo eléctrico (2012), Voz (2013)
- Martin Walkyier - Voz (2012)
- Duncan Knight - Gaita (2015) - (2016)

### Participaciones
- Javier Yuchechen - Voz (2004) - (2006) - (2013) - (2016)
- Freddy MacKinlay - Gaita Escocesa. (2004)-(2013)
- Gustavo Fuentes - Whistle (2004)
- Alejandro Sganga - Fiddle. (2006)-(2008)
- Victor Naranjo - Tin y Low Whistle. (2006)
- Brian Barthe - Gaita Escocesa. (2006)
- Gabriel Irizarry - Irish Bouzouky. (2006)
- The Pagan Clan - Coros.
- Callum Kirk - Gaita Escocesa. (2012-2013)
- Maximiliano Basualdo - Voz (2013)
- Tony Thurlow - Voz (2013)
- Jonne Järvelä - Voz (2013)
- Javier Compiano/ "Knario" - Voz (2013)
- Seoras Wallace - Voz (2013)

## Discografía

### EP
- 2004 - Gathering the Clans (DEMO)
- 2007 - The Blind Harry (DEMO)

### Álbumes
- 2006 - The Clans Have United
- 2008 - Beheading The Liars
- 2010 - The Clans Have United (Remasterizado)
- 2010 - The Highland Way (CD+DVD)
- 2013 - Into The Battleground
- 2016 - Legacy of Blood

### Otros
- 2009 - Continuando con la empatía de la banda por la historia de Escocia, aportan la canción "The Ballad of William Kidd" para el tributo de la banda alemana Running Wild llamado: "ReUnation - A Tribute to Running Wild".

## Giras
| #  | Año  | Título de la gira                                 | Álbum promocionado    | Duración                | Shows | Shows destacados                           | Referencias                        |
| -- | ---- | ------------------------------------------------- | --------------------- | ----------------------- | ----- | ------------------------------------------ | ---------------------------------- |
| 1. | 2010 | "Korpiklaani: Vodka Revolution Tour Southamerica" | Beheading The Liars   | 17/03/2010 - 21/03/2010 | 4     |                                            | [ 16 ]                             |
| 2. | 2012 | "********"                                        | ********              | ********                |       |                                            |                                    |
| 3. | 2013 | "The European Battleground Tour"                  | Into The Battleground | 18/07/2013 - 23/08/2013 | 15    | Headbangers Open Air Festival - Bloodstock | [ 17 ] [ 18 ] [ 19 ] [ 20 ]        |
| 4. | 2014 | "********"                                        | Into The Battleground | 27/06/2014 - 02/11/2014 | 3     | Dong Open Air - Hörnerfest                 | [ 21 ] [ 22 ] [ 23 ] [ 24 ] [ 10 ] |
| 5. | 2015 | "Albion Tour"                                     | Into The Battleground | 18/07/2015 - 27/09/2015 | 19    | Wacken Open Air                            | [ 25 ] [ 26 ] [ 27 ] [ 28 ] [ 10 ] |
| 6. | 2016 | "Legacy Of Blood Tour"                            | Legacy Of Blood       | 16/04/2016 - 19/03/2017 | 55    |                                            | [ 10 ] [ 29 ] [ 20 ]               |